# Det allseende ögat

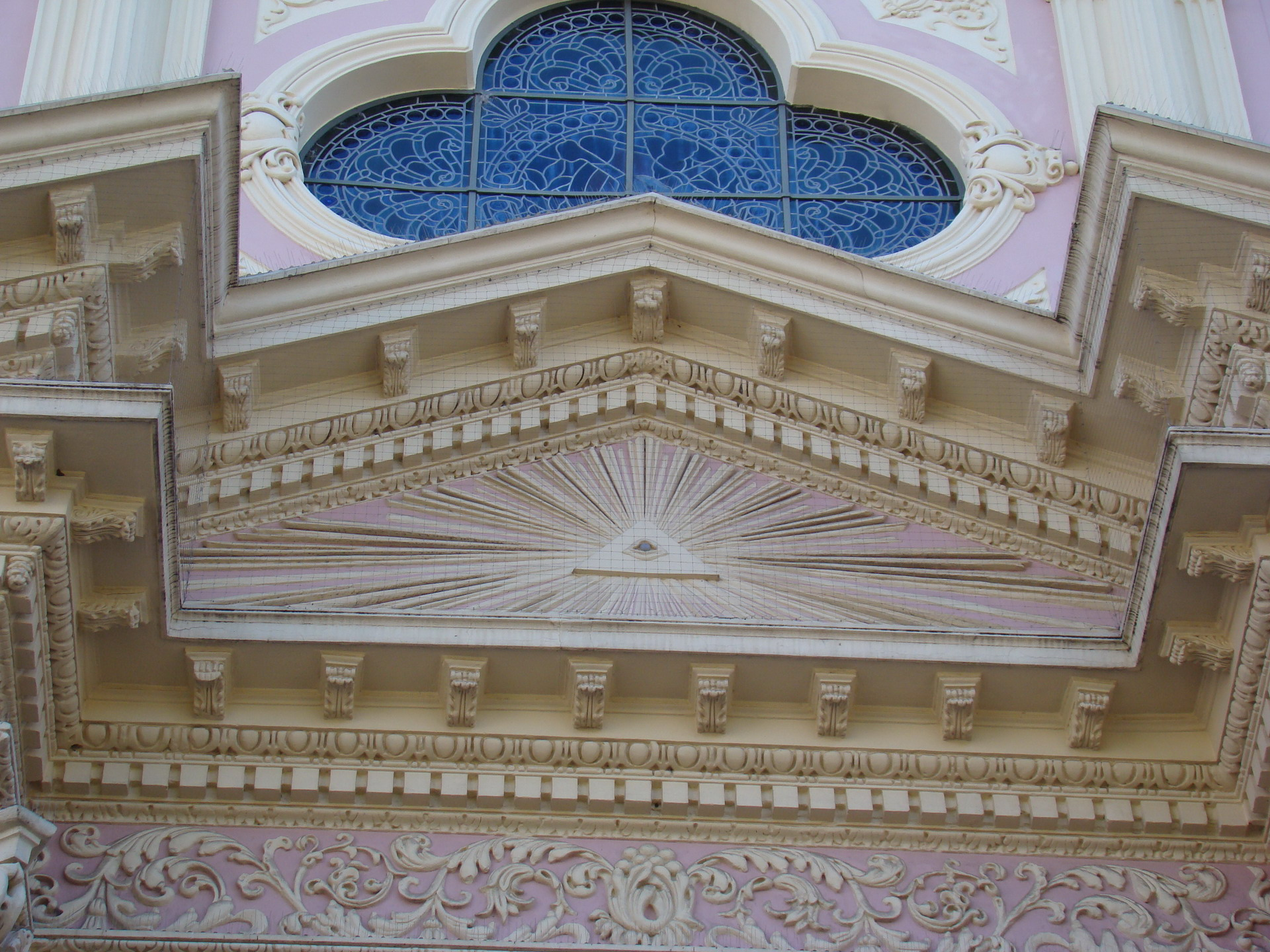
Det allseende ögat i en katedral i Argentina.

Det allseende ögat är en symbol som visar ett öga som omges av solstrålar, ofta inneslutet i en triangel. Det allseende ögat brukar ofta tolkas som en symbol för Guds öga som vakar över mänskligheten.

## Ursprung
Symbolen visade sig i sin nuvarande form i västerlandet under perioden sena 1600-talet till tidiga 1700-talet, men tidigare gestaltningar av det allseende ögat kan spåras tillbaka till egyptisk religion och Horus öga. Under 1600-talet avbildades det allseende ögat oftast omgivet av moln, medan senare versioner oftast innesluter ögat i en triangel, vilket tolkats som en referens till Treenighetsläran och den kristna guden.

## Användning

### USA

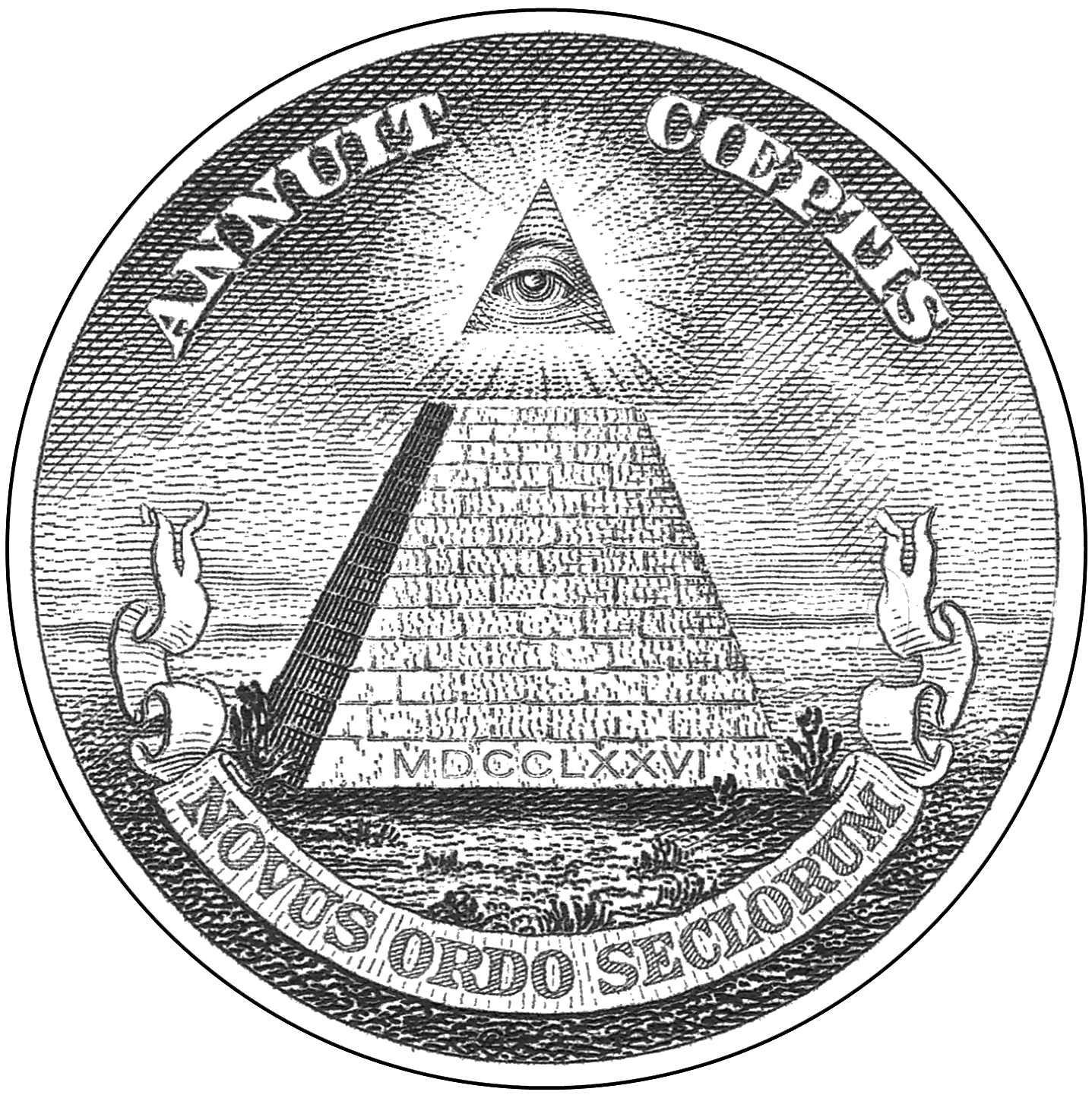
Baksidan av en endollarsedel.

År 1782 antogs det allseende ögat som en del av den symbolik som finns på baksidan av USA:s stora sigill. Det allseende ögat introducerades av den ursprungliga designkommittén år 1776 och tros ha föreslagits av den ursprungliga konsulten Pierre Eugene du Simitiere.
Det allseende ögat är omgivet av frasen Annuit Cœptis, som betyder ungefär "Det [det allseende ögat] är vänligt inställt till vårt företagande." Korrigering: ordagrant '[han/hon/den/det] nickade bifall åt de påbörjade [sakerna]'. Det allseende ögat är placerat över en ofärdig pyramid med 13 steg, vilket är avsett att symbolisera de ursprungliga 13 staterna och den framtida expansionen av landet. Den kombinerade implikationen är att ögat, eller gud, finner USA:s framgång som föredömligt.
Det stora sigillet används på officiella dokument i USA och förekommer av den anledningen bland annat på USA:s valuta, dollarn (endollarsedeln).

### Frimureri

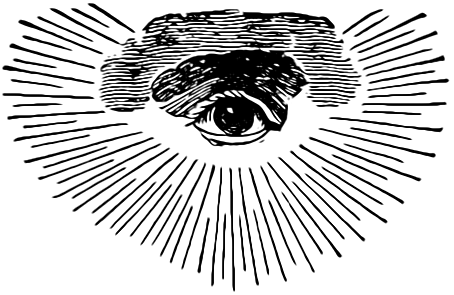
En tidig version av det allseende ögat med moln.

Det allseende ögat förekommer även i frimurerisk symbolik. Det allseende ögat är avsett att vara en påminnelse att en frimurares handlingar alltid ses av Hela Världens Store Byggmästare (the Grand Architect of the Universe). Även här förekommer det att det allseende ögat är inneslutet i en triangel, men i detta sammanhang är det en referens till frimurarnas preferens för siffran tre i numerologi. Även andra varianter förekommer. 
Den första uppkomsten till det allseende ögat i detta sammanhang har spårats till The Freemasons Monitor av Thomas Smith Webb år 1797, några år efter det att USA:s stora sigill skapats. Enligt en sägen så visar frimurarnas användning av det allseende ögat i sin symbolik på kopplingen mellan frimurarorden och USA:s grundare (senast i filmen National Treasure), i verkligheten är nog relationen troligtvis den motsatta att frimurarnas användning influerats av USA:s sigill. 
Av den kommitté som skapade USA:s stora sigill var det endast Benjamin Franklin som tillhörde frimurarorden, men hans idé antogs inte till en början av kommittén och Franklin kan även själv ha varit omedveten om influensen. Många av ordnarna har själva förnekat någon särskild koppling.

### Garabandal
Enligt vissa källor[källa behövs] skall jungfru Maria ha visat sig i den spanska byn San Sebastian de Garabandal bredvid ett brinnande öga innesluten i en pyramid.

### UFO
Enligt vissa vittnen[källa behövs] till UFO:n har s.k. Men in Black (statstjänstemän) synts bära en symbol som liknar ett allseende öga innesluten i en pyramid, ibland även med en blixt genom ögat. Denna symbol skall enligt samma källor ha återfunnits på männens bilar och kostymer.

### Cao Dai
Den vietnamesiska religionen Cao Dai, liksom många andra kyrkor och religiösa organisationer, använder det allseende ögat (särskilt det vänstra ögat) innesluten i en triangel som en symbol för gud.

## Bilder

Det allseende ögat som flyter ovanför en ofärdig pyramid på baksidan av Great Seal of the United States ("Förenta staternas stora sigill").
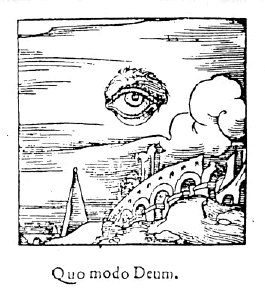
En tidigare träristning som visar guds allseende öga som svävar i skyn.
En kristen version av det allseende ögat, som även innefattar symbolik för treenighetsläran.
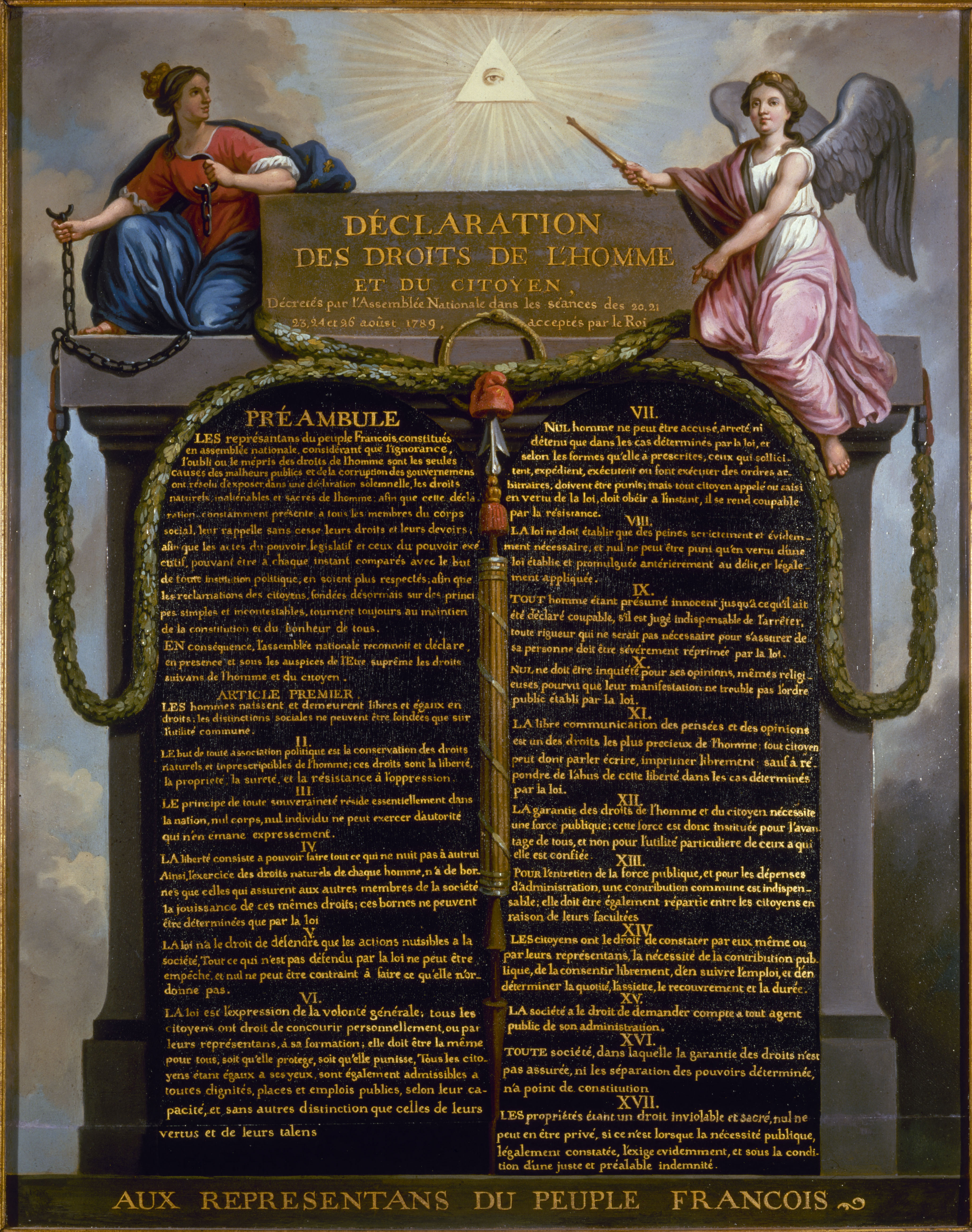
En gestaltning över de mänskliga rättigheterna.
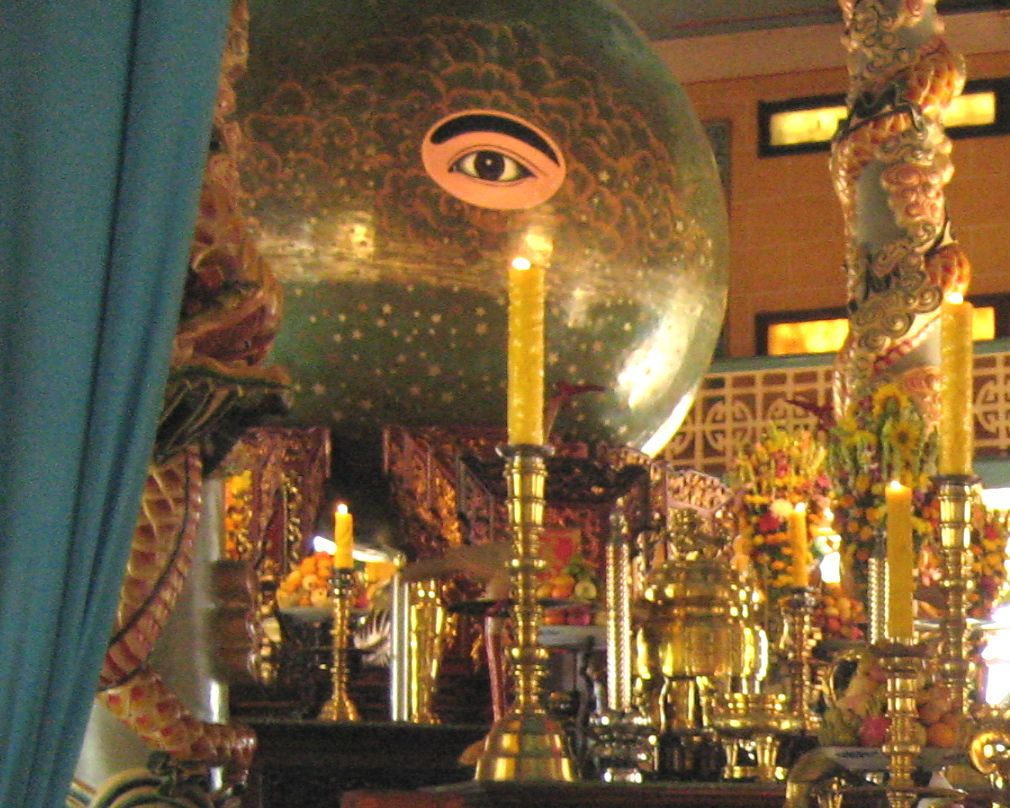
Allseende öga i Cao Dai-templet i Tay Ninh i Vietnam
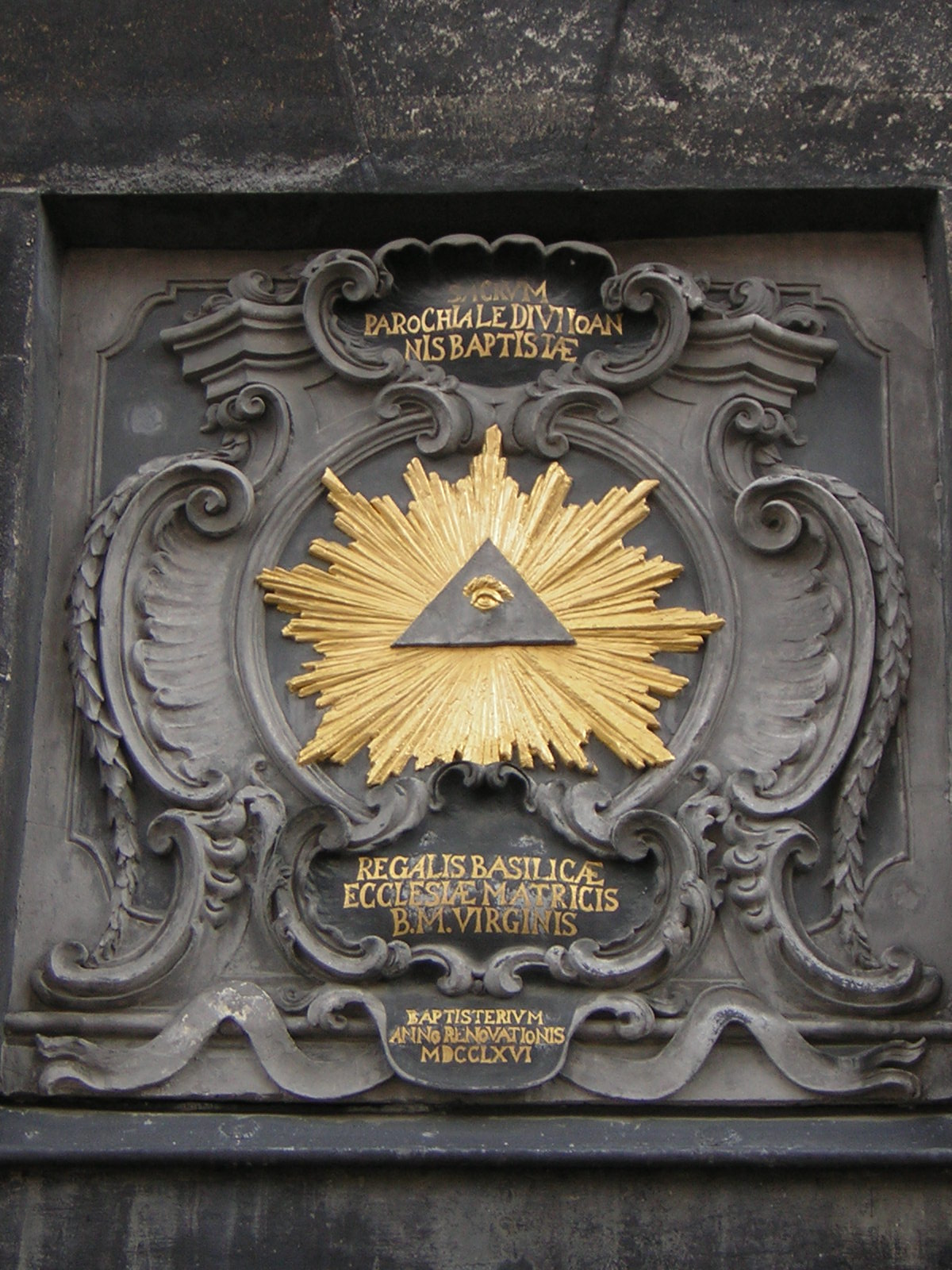
Ett allseende öga som finns på katedralen i Aachen.
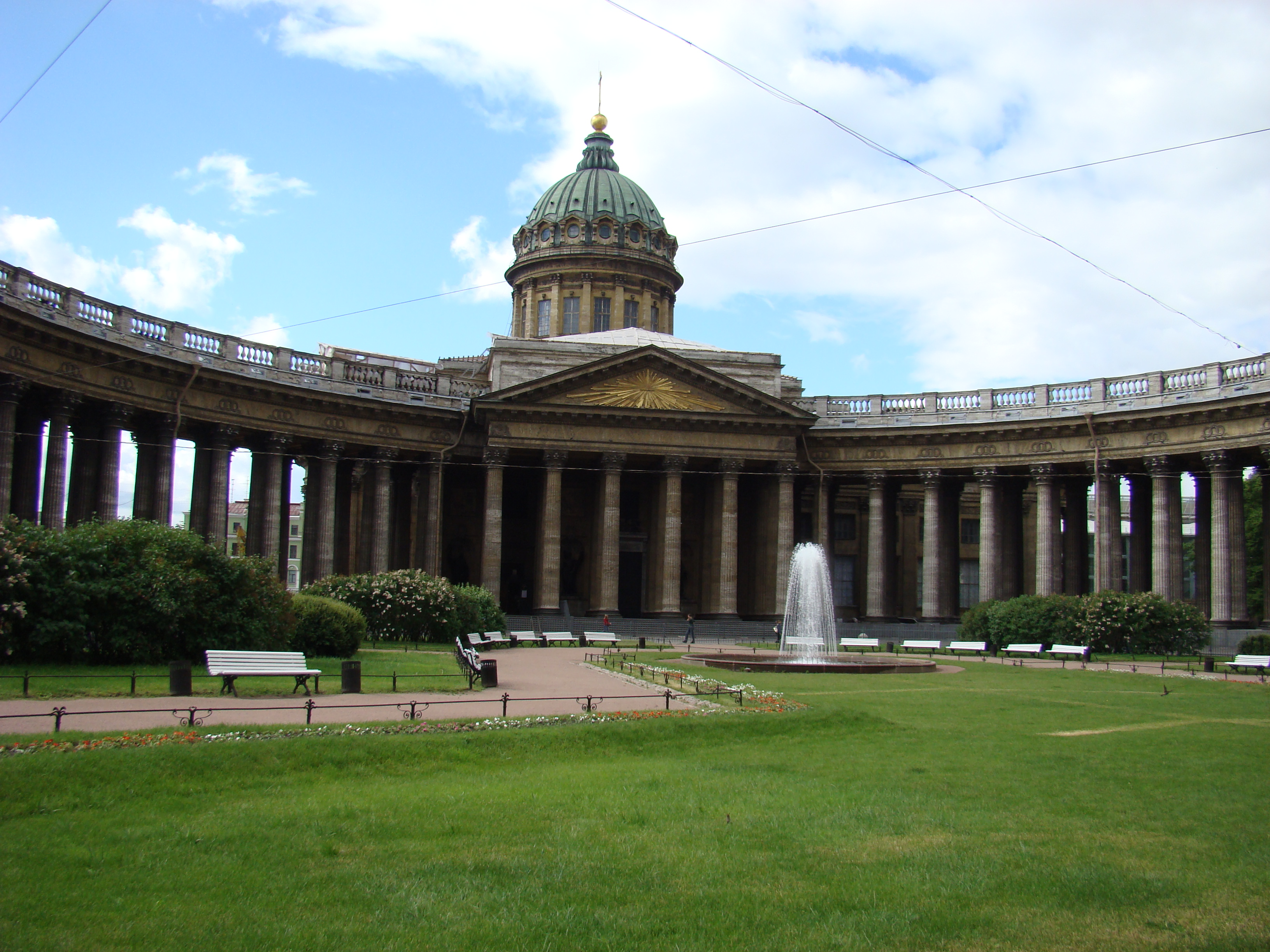
En version av det allseende ögat som finns i S:t Petersburg.